# Soyouz TM-32
TM-32 est une mission de Soyouz vers la Station spatiale internationale. C'est le premier vol embarquant un touriste spatial, Dennis Tito.

## Équipage
Décollage : 
- Talgat Musabayev (3) - Commandant

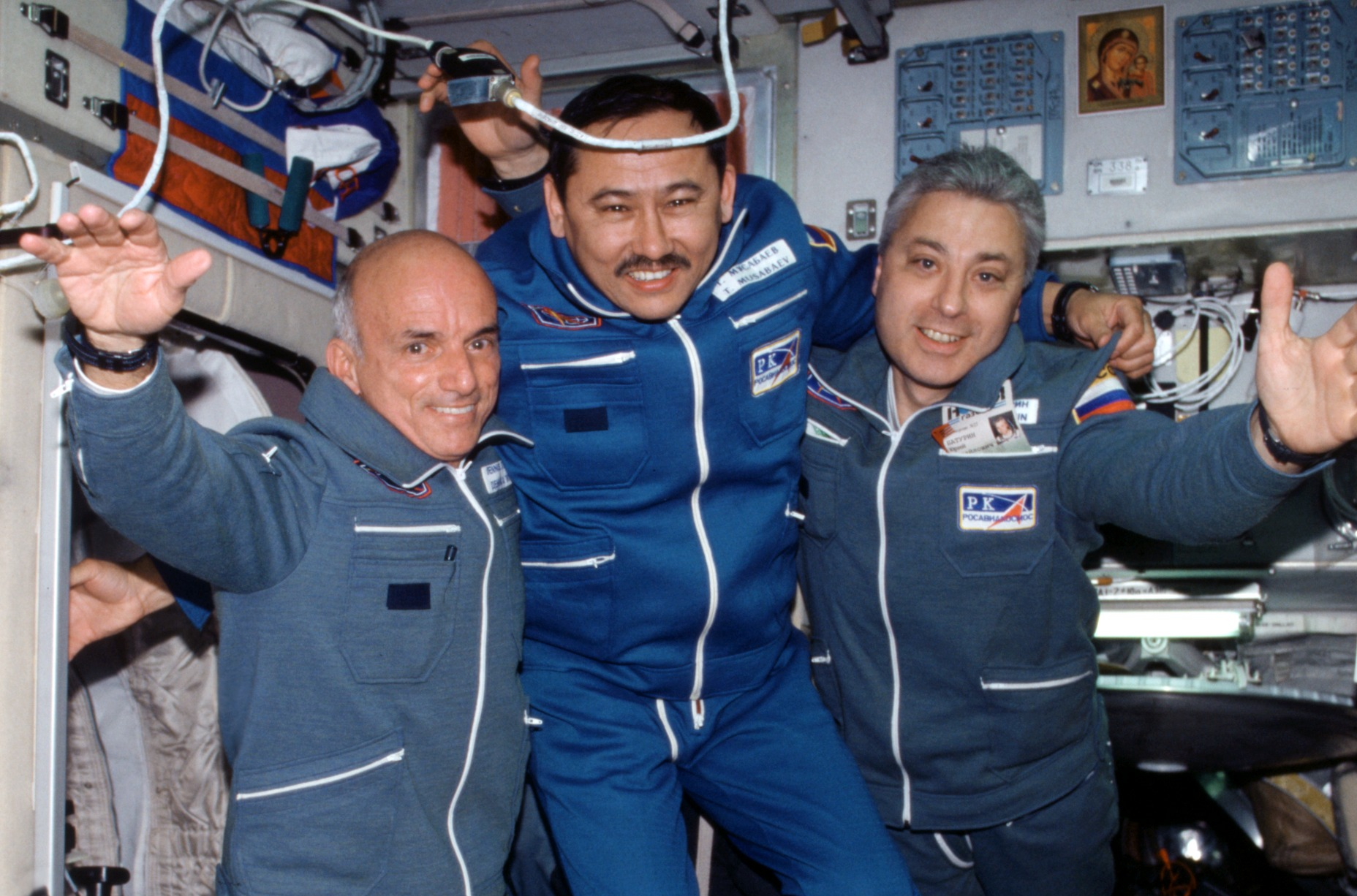
Équipage de TM-32: Dennis Tito, Talgat Musabayev et Yuri Baturin

- Yuri Baturin (2) - Ingénieur de vol
- Dennis Tito (1) - Touriste spatial

Atterrissage :
- Viktor Afanasyev (4) - Commandant
- Claudie Haigneré (2) - Ingénieur de vol
- Konstantin Kozeyev (1)

## Points importants
- Cette mission est la première comportant un passager ayant payé son voyage (20 millions de dollars)[1].